# Estación Freire
Freire es una estación ubicada en la comuna chilena de Freire ubicada en la Provincia de Cautín, región de la Araucanía. Inaugurada en 1898, fue cabecera de dos ramales que se extendieron por el ancho de la región.
Desde el 16 de junio de 2023 la estación presta servicios para el Tren Temuco-Pitrufquén.

## Historia
Para 1890, la presidencia de José Manuel Balmaceda se había encomendado el desarrollo de estudios para la expansión del servicio ferroviario desde la ciudad de Temuco hasta la localidad de Pitrufquen, sin embargo, debido a la guerra civil de 1891 los planes de construcción de este tramo no fueron retomados sino hasta 1895. Es durante ese año que se llama a la licitación de la construcción de este tramo ferroviario de 33 km de extensión en 3 años. Entre los ingenieros de las obras se encuentra Gustave Verniory. En agosto de 1895 comienzan los trabajos de construcción. En diciembre de 1896 hay más de 1 500 obreros trabajando en Freire. Para marzo de 1897 se mantienen trabajando en la zona 800 carrilanos; para junio del mismo año las vías del ferrocarril llegan hasta la ribera norte del río Toltén. Es el 13 de noviembre de 1898 que se inaugura el tramo del ferrocarril, junto con sus estaciones.
El 23 de junio de 1910 se contrató a una empresa para la construcción de un ferrocarril entre Freire y la localidad de Cunco; sin embargo los trabajos comenzaron el 1 de enero de 1921. El 30 de abril de 1923 se ordena el traslado de la bodega de carga de la estación. El ramal Freire-Cunco es inaugurado el 20 de abril de 1924.
A finales de la década de 1930 se vuelve a expandir el ferrocarril, en julio de 1938 comienza la construcción del ramal ramal Freire-Toltén, para ese año las vías llegan hasta la estación Barros Arana, y para 1940 pasan de la estación Hualpin, llegando las vías hasta la ribera norte de la desembocadura del río Toltén. Es sino hasta 1952 cuando se construyen los 15 kilómetros restantes de vía, llegando el ferrocarril a la localidad de Toltén el 5 de abril de 1952.
Ya en la década de 1980 comienza el proceso del cierre de los ramales, y a inicios de la década del 2000 se autoriza el levante de las vías.
Desde el 6 de diciembre de 2005 es detención del servicio Regional Victoria-Puerto Montt. Sin embargo, el servicio no continuó al iniciar el primer gobierno de la presidenta Michelle Bachelet.
Después del colapso del Puente ferroviario Toltén en 2016, se consideró a la estación Freire como estación de transbordo de carga desde la Celulosa Arauco en la Región de Los Ríos.

### Proyectos
En 2018 el presidente de EFE, Pedro Pablo Errázuriz, señaló que el proyecto ferroviario Metrotren Araucanía que una la estación Victoria con la estación Gorbea se halla en una etapa avanzada de estudios.
En 2019, el presidente Sebastián Piñera anunció el programa «Chile sobre Rieles», carpeta de proyectos que incluye el Metrotren Araucanía, un proyecto de rehabilitación de las vías férreas y estaciones, que en su primera etapa conectaría a la Estación Temuco con la de Padre las Casas; y la segunda etapa del proyecto se extendería hasta estación Gorbea, incluyendo la rehabilitación de la estación Freire.
En enero de 2022 se encuentra en agenda la extensión del servicio desde Padre las Casas hasta Gorbea. Para la misma fecha se señala que esta sección —y la estación— esté operativa en 2026.

### Reactivación
En junio de 2023, el presidente Gabriel Boric anunció la implementación de tres denominados trenes de cercanía 30/30, es decir, la conexión de ciudades que están a 30 kilómetros de distancia en 30 minutos, en tres regiones del país, incluyendo el denominado Tren Temuco-Pitrufquén
El 16 de junio fue inaugurado el servicio con la presencia del propio Gabriel Boric, el ministro de Obras Públicas Juan Carlos Muñoz y autoridades locales.